# Orient Express (automobil)

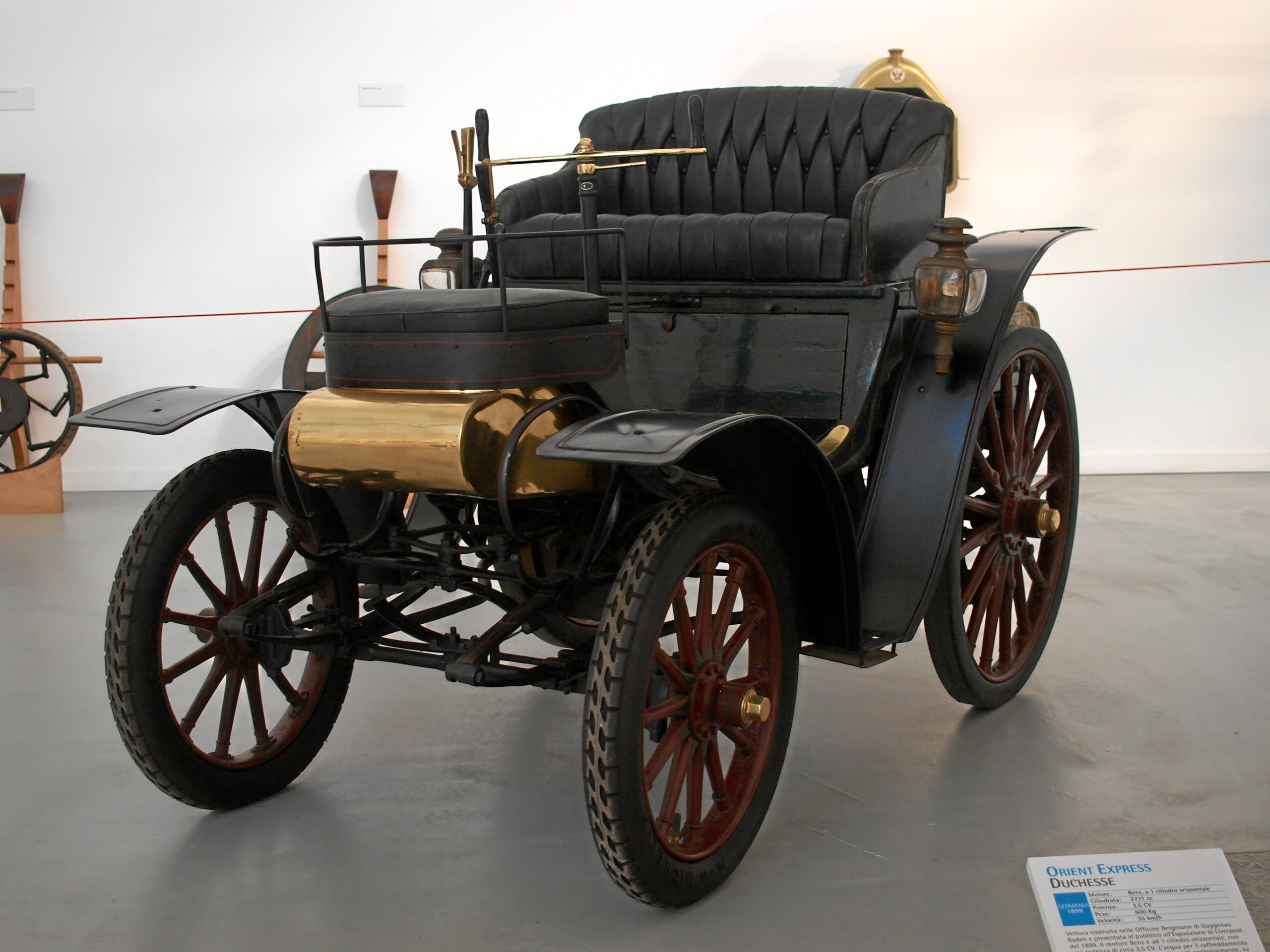
Vůz značky Orient Express z roku 1899

Orient Express byla německá firma vyrábějící automobily.

## Historie firmy
Společnost Bergmann's Industriewerke průmyslníka Theodora Bergmanna z Gaggenau vznikla v roce 1895, jako další z jeho aktivit. Po firmách Benz & Cie., Daimler a Lutzmann byla teprve čtvrtým německým výrobcem automobilů. Podle plánů inženýrů Josefa Vollmera (později konstruktéra firmy NAG) a Willyho Secka vznikaly osobní a užitkové automobily a také omnibus s motorem o výkonu 8 koní. V roce 1904 vyrobila firma i malý automobil, který uvedla na trh pod značkou Liliput. Protože ale prodeje vozidel firmy klesaly, v roce 1904 továrnu převzala společnost Süddeutsche Automobil-Fabrik Gaggenau. Ta se v roce 1912 stala součástí Benz & Cie.. Až do roku 2002 se v prostorách Bergmannovy továrny vyráběly kromě jiných například vozy Unimog.

## Vozidla
První model se podobal tehdejším vozům Benz. Poháněl jej jednoválec o objemu 1800 cm³ a výkonu 3 koňské síly. Později byly vozy osazeny motorem o výkonu 4 koňské síly. Ten byl uložen vzadu naležato, jeho výkon přenášel na zadní nápravu řemen. Zadní kola byla většího průměru než přední. Vyráběny byly karoserie phaeton ve verzi dvou a čtyřmístné a čtyřmístný vis-à-vis. Tento typ továrna produkovala až do roku 1904. Produkce zahrnovala i podobné modely osazené dvouválcovými a čtyřválcovými motory.
Jedno vozidlo značky se nepravidelně účastní jízdy London to Brighton Veteran Car Run.